# Ewa Tracz
Ewa Tracz, również jako Ewa Wąsik (ur. 1988 w Hrubieszowie) – polska śpiewaczka operowa (sopran).
Absolwentka Akademii Muzycznej im. Karola Szymanowskiego w Katowicach (klasa Ewy Biegas) oraz Accademia Teatro alla Scala w Mediolanie. Występowała w Operze Ślaskiej, Operze Wrocławskiej, La Scali, Teatrze Wielkim – Operze Narodowej, Operze Lwowskiej, Narodowej Operze Ukraińskiej. Laureatka wielu międzynarodowych konkursów wokalnych.

## Nagrody (wybrane)
- 2011: I nagroda w Konkursie im. Imricha Godina Iuventus Canti (Słowacja)
- 2012: II nagroda w I Międzynarodowym Konkursie Wokalnym in. Andrzeja Hiolskiego w Kudowie-Zdroju
- 2012: wyróżnienie w III Międzynarodowym Konkursie Wokalistyki Operowej im. Adama Didura
- 2013: I nagroda w XV Międzynarodowym Konkursie Sztuki Wokalnej im. Ady Sari
- 2015: II nagroda w IX Międzynarodowym Konkursie Wokalnym im. Klaudi Taev (Estonia)
- 2015: II nagroda na V Konkursie Wokalnym im. I.J. Paderewskiego w Bydgoszczy
- 2016: II nagroda w IX Międzynarodowym Konkursie Wokalnym im. Stanisława Moniuszki
- 2018: I nagroda w I Międzynarodowym Konkursie Muzycznym im. Karola Szymanowskiego w Katowicach
- 2023: Laureatka XVII Teatralnych Nagród Muzycznych im. Jana Kiepury w kategorii Najlepsza Śpiewaczka Operowa[2]